# Tipasa
Tipasa vid medelhavskusten i nuvarande Algeriet var en fenicisk handelsstad som erövrades av romarna, som gjorde den till en viktig militärstrategisk plats för erövringen av de mauritanska rikena.
Platsen upptogs 1982 på Unescos världsarvslista och rymmer feniciska, romerska, paleokristna, och bysantinska ruiner, såväl som mauretanska monument såsom Kbor er Roumia, ett stort mauritanskt mausoleum.

## Historia

### Under antiken
Tipasa grundades av fenikierna. Då fenicien hamnade under persisk dominans ökade det grekisk-hellenistiska inflytandet över staden. Kleopatra Selene II och kung Juba II av Mauretanien verkar ha spenderat en del tid i staden eftersom deras mausoleum  restes i staden. Det är oklart om deras kvarlevor någonsin vilade där, eller om mausoleet i själva verket var en minnesplats. Staden blev en romersk militärkoloni under kejsar Claudius och därefter ett municipium. Den Romerska staden byggdes på tre små kullar som hade utsikt över havet. Inga spår finns kvar av de hus som stod på den mittersta kullen, men det finns ruiner av tre kyrkor, den stora basilikan och Basilika Alexander på västra kullen samt Sankt Salsas basilika på östra kullen, två gravplatser, baden, teater, amfiteater och nymfeum. Lijer efter ramper kan distinkt spåras vid foten av östra kullen och lämningar efter antikens hamn. Basilikan omges av kyrkogårdar, som är fulla med gravkistor i sten och täckta med mosaik. Staden har en av de äldsta och största fenikiska gravplatserna i västra medelhavsområdet. Sankt Salsas basilika, som har grävts ut av Stéphane Gsell, består av ett mittskepp och två sidoskepp, och har ännu mosaik. Stora basilikan fungerade i århundraden som ett stenbrott, men trots det kan man ännu se byggnadens plan, som var indelad i sju mittgångar. Under kyrkans grund finns gravar huggna i berget. En av dessa är cirkulär, med en diameter på 18 meter och utrymme för 24 kistor. Kommersiellt var staden av stor betydelser, men var inte särskilt anmärkningsvärt för konst eller lärande. Kristendomen introducerades tidigt, och under 200-talet, var Tipasa ett biskopssäte. De flesta av invånarna förblev icke-kristna, fram till, enligt legenden, Salsa, en kristen jungfru, kastade huvudet av deras gudabild, en orm, i havet, varpå det uppretade folket stenade henne till döds. Kroppen, som man fann i havet, begravdes på kullen ovanför hamnen, i ett litet kapell, som sedan gav plats till basilikan. Salsas martyrskap ägde rum på 300-talet. År 484 sände vandalernas kung Huneric (477‑484) en arianistisk biskop till Tipasa, varpå ett stort antal av invånarna flydde till Spanien, medan många av de kvarvarande brutalt förföljdes.
Tipaza levde upp en kort period under den bysantinska ockupationen på 500-talet men fick ett arabiskt namn, Tefassed, då araberna kom. Termen betyder översatt svårt skadad.

### Modern tid
Nära Tipasa (36°33'58"N   2°28'50"Ö), ligger Tipaza långvågssändare, en anläggning för att sända franskspråkiga program på långvågsfrekvensen 252 kHz, som kan tas emot i stora delar av Europa.

## Annan romersk stad med samma namn
En annan stad som kallades Tipasa, på latin Timesis, låg i provinsen Constantine, 88 km söder om Annaba, 957 m över havet; den heter idag Tifesh. Huvudruinen är en stor fästning där murarna är 3 meter tjocka.

## Bildgalleri

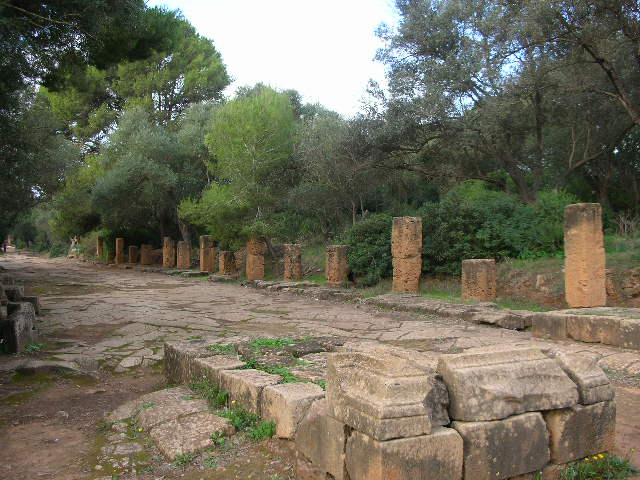
Romerska ruiner i Tipasa
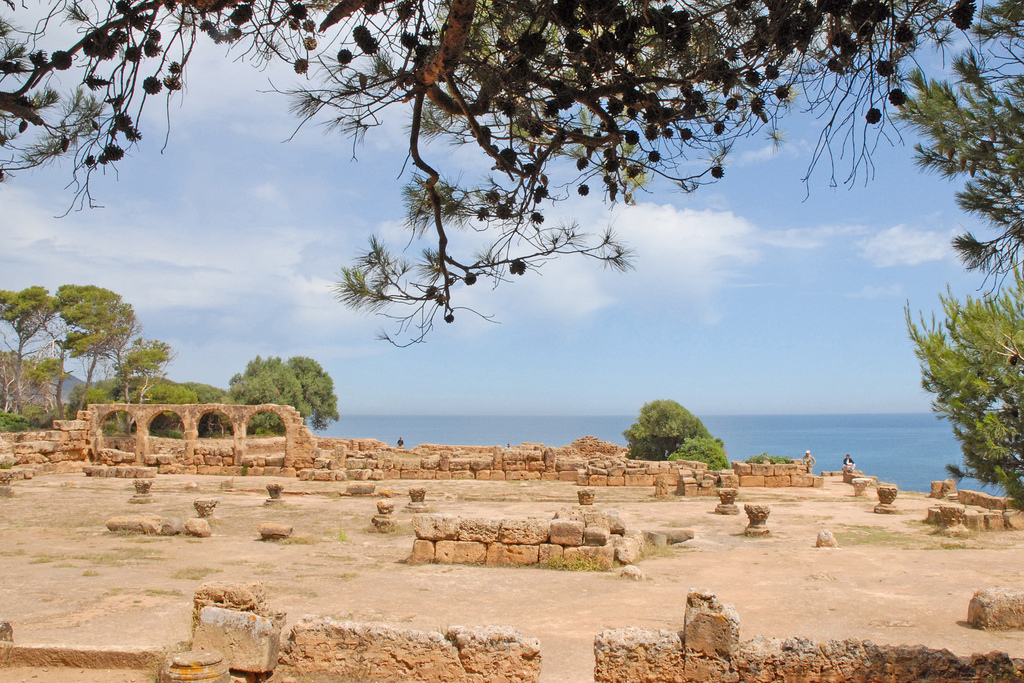
Spår av en kyrka
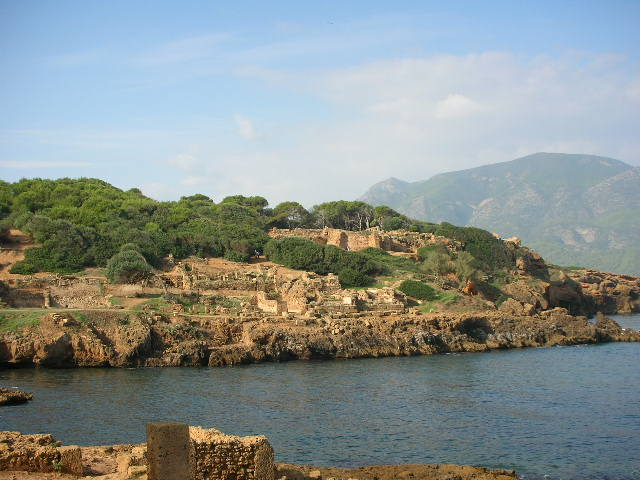
Vy över Tipasa (4)
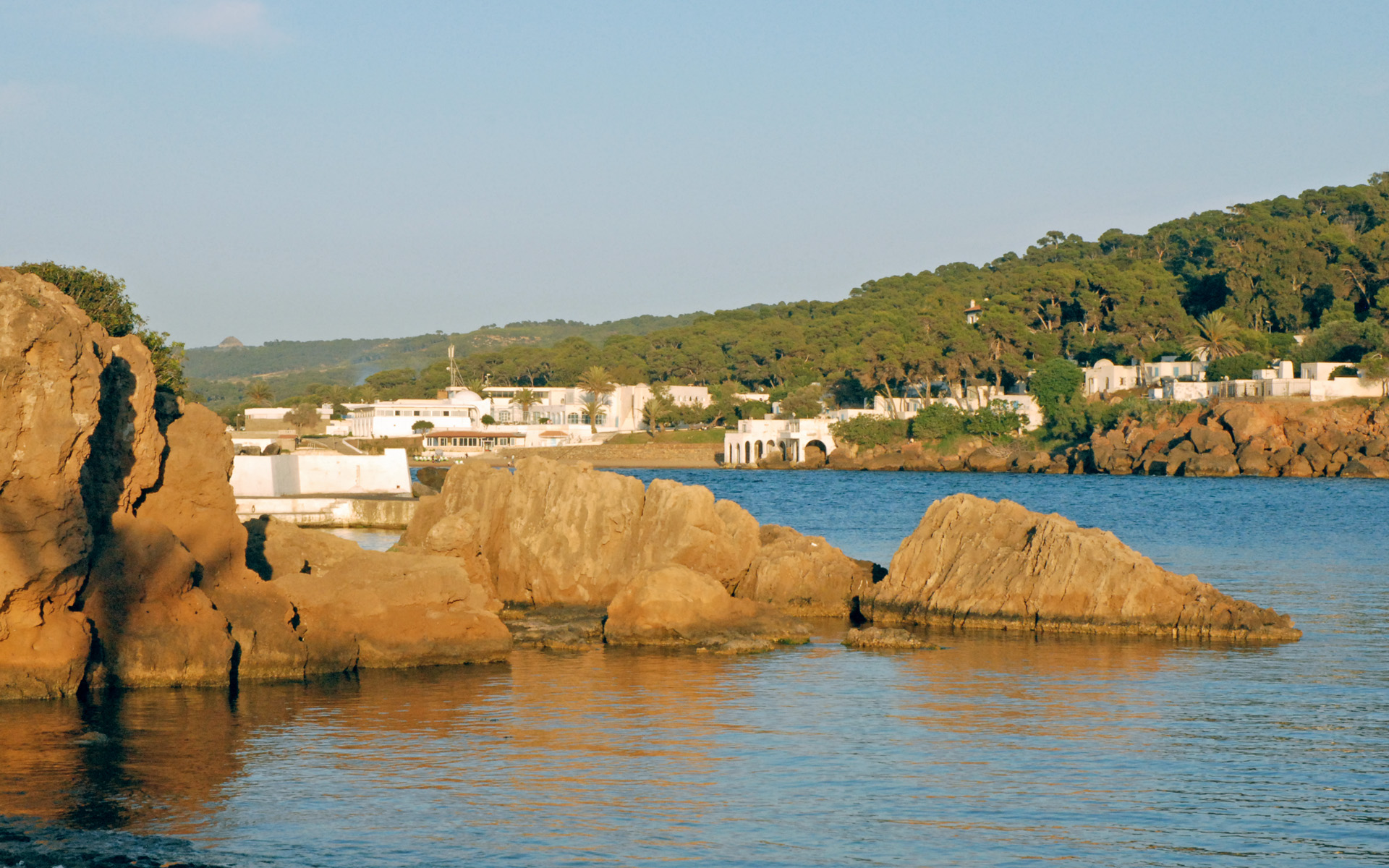
"Corne d'or" turistcenter